# Alfredo Dallolio
Alfredo Dallolio (né le 21 juin 1853 à Bologne et mort le 20 septembre 1952 à Rome) est un général et un homme politique italien, qui fut ministre des armes et munitions pendant la Première Guerre mondiale.

## Biographie
Fils de César Dallolio et d'Adélaïde Bersani, Alfredo Dallolio nait à Bologne. Il fait ses études à l'Académie militaire de Turin en 1870 puis à l'École de guerre . Il a été marié à Augusta Hiller veuve Yarak. Son épouse décède subitement à Chexbres (canton de Vaud, Suisse) le 06.11.1911. Ses deux filles, Elsa et Gina, s'engagent comme infirmières dans la Croix-Rouge italienne et sont actives durant la Première Guerre mondiale à l'Hôpital de campagne 075 ai monastère d'Aquileia. Gina sera (1917) inspectrice des ambulances chirurgicales du XIe Corps d'armée, puis, après la guerre, responsable d'associations de protection de l'enfance

### Carrière militaire
Alfredo Dallolio est directeur de l'artillerie de Venise le 20 décembre 1903. Il est promu général le 22 mai 1910. Nommé inspecteur général de l'artillerie en août de la même année, il devient directeur de l'artillerie et du génie au ministère de la guerre en 1911.

### Carrière politique
Alfredo Dallolio fut ministre des armes et munitions dans les gouvernements Boselli et Orlando lors de la Première Guerre mondiale puis commissaire général pour les fabrications de guerre à la sortie de la guerre jusqu'au 28 août 1939 . Il démissionne pour protester contre l'entrée en guerre contre son avis, car il pensait que l'armée n'y était pas préparée. Il n'a jamais été membre du Parti national fasciste.
Il fut nommé sénateur le 3 août 1917. En août 1946, la Haute cour de justice des sanctions contre le fascisme fut saisie pour révoquer sa radiation du Sénat par le pouvoir fasciste.